# UM Airlines
UM Air (em ucraniano:  Українсько-середземноморські авіалінії), era uma companhia aérea com sede em Kiev, Ucrânia.

## História
A companhia aérea foi fundada por empresários libaneses em 1998 e iniciou suas operações em junho de 2000. Foi fundada como uma sociedade anônima aberta. Em 2003, a UM Air tinha mais de 500 funcionários e transportou 210.000 passageiros.
Em 2007, a Administração Aérea da Ucrânia recusou-se a renovar a licença da UM Air devido a questões de segurança. Em setembro de 2007, a Comissão Europeia proibiu a Ukrainian-Mediterranean Airlines de operar no espaço aéreo da União Europeia, alegando questões de segurança. Isso significa que foi proibido, por razões de segurança, de operar serviços de qualquer tipo na União Europeia. Em novembro de 2009, a companhia aérea foi autorizada a retomar as operações com sua aeronave McDonnell Douglas MD-83 pela Comissão Europeia.
Em 2013, a UM Air foi uma das duas companhias aéreas ucranianas que sofreram sanções impostas pelo governo dos Estados Unidos. A UM Air foi acusada de fornecer aeronaves da série BAe 146 da British Aerospace para a companhia aérea iraniana Mahan Air e de treinar pilotos e técnicos de manutenção da Mahan Air.

## Frota
A frota da UM Air consistia nas seguintes aeronaves (Setembro de 2016):
| Aeronaves               | Em Serviço | Ordens | Passageiros | Notas |
| ----------------------- | ---------- | ------ | ----------- | ----- |
| McDonnell Douglas MD-83 | 1          | –      | 172         |       |
| Total                   | 1          | 0      |             |       |

## Acidentes
- 26 de maio de 2003: um Yakovlev Yak-42D prefixo UR-42352, operando o Voo UM Airlines 4230, caiu perto de Maçka, Trebizonda, enquanto transportava 62 soldados espanhóis do Afeganistão para a Base Aérea de Zaragoza. Todos os 75 ocupantes a bordo, entre passageiros e tripulantes, morreram.[8]